# Видаль, Начо (футболист)
Игнасио «Начо» Видаль Миральес (исп. Ignacio "Nacho" Vidal Miralles; род. 24 января 1995 года в Кампельо, Испания) — испанский футболист, защитник клуба «Реал Овьедо».

## Клубная карьера
Начо начинал карьеру в «Эркулесе», откуда в 2009 году он вошёл в систему «Валенсии». 23 марта 2014 года защитник дебютировал во взрослом футболе в составе «Местальи», заменив Хосе Гайю на 63-й минуте матча Сегунды B против «Атлетико Леванте». 14 января 2017 года он забил первый гол в карьере, поразив ворота команды «Эспаньол B». 4 мая того же года игрок заключил трёхлетний профессиональный контракт с «Валенсией». В сезоне 2017/18 его перевели в первую команду «летучих мышей». 18 августа Начо впервые сыграл за неё, целиком отыграв встречу с «Лас-Пальмасом» в рамках чемпионата Испании. 24 сентября он открыл счёт голам на высшем уровне испанского футбола, поразив ворота команды «Реал Сосьедад». Всего в том сезоне защитник провёл 7 игр в Примере, отметившись 1 голом.
В 2018 году Начо перешёл в «Осасуну», в тот момент выступавшую в Сегунде. Он стал важным для команды игроком и внёс большой вклад в её возвращение в класс сильнейших уже в своём первом сезоне. Начо оставался основным защитником памплонцев на протяжении следующих 4 лет. В сезоне 2023/24 он проиграл конкуренцию Хесусу Аресо и прочно обосновался на скамейке запасных. Для получения игровой практики, в январе 2024 года защитник отправился на правах аренды в «Мальорку». Там он отыграл 8 встреч Примеры, после чего вернулся в «Осасуну», но сыграл в её составе лишь 5 игр в начале сезона 2024/25. Зимой 2025 года игрок объявил об уходе из команды.
Новым клубом Начо стал «Реал Овьедо», с которым защитник заключил контракт сроком на 2,5 года. Он быстро стал важным игроком для астурийцев, в 18 матчах Сегунды отметившись 4 забитыми мячами. Начо также сыграл во всех 4 встречах в рамках плей-офф за выход в Примеру, дважды поразив там ворота соперников. В итоге «Реал Овьедо» оформил возвращение в класс сильнейших, а Начо остался в числе игроков, готовящихся к выступлению в Примере.

## Международная карьера
Начо представлял свою страну на юношеском уровне. В 2012 году он провёл 2 игры в составе юношеской сборной Испании до 17 лет. В 2013 году защитник принял участие в 2 международных матчах, защищая цвета юношеской сборной Испании до 18 лет.

## Достижения
«Осасуна»
- Победитель Сегунды (1): 2018/19